# Paspalum stellatum
Paspalum stellatum är en gräsart som beskrevs av Johannes Flüggé. Paspalum stellatum ingår i släktet tvillinghirser, och familjen gräs. Inga underarter finns listade i Catalogue of Life.